# Brzeźnica (Łódź)
Pour les articles homonymes, voir Brzeźnica.
Brzeźnica est une localité polonaise de la gmina de Burzenin, située dans le powiat de Sieradz en voïvodie de Łódź.